# Жарри, Этьен Анатоль Жедеон
Этьен Анатоль Жедеон Жарри (фр. Étienne Anatole Gédéon Jarry; 1764—1819) — французский военный деятель, бригадный генерал (1807 год), барон (1810 год), участник революционных и наполеоновских войн.

## Биография
Этьен Жарри родился в семье королевского нотариуса. В 1789 году вступил в Национальную гвардию, 18 сентября 1791 года произведён в младшие лейтенанты 71-го пехотного полка, 1 июля 1792 года — в лейтенанты, служил в качестве штабного адъютанта Северной армии, 1 марта 1793 года — капитан, 1 апреля 1793 года произведён генералом Дампьером в командиры батальона.
За отказ давать обвинительные показания против генерала Кюстина, 19 августа 1793 года революционным трибуналом Парижа был освобождён от службы и посажен в тюрьму. Однако Жарри смог бежать, и 13 апреля 1794 года был восстановлен в должности представителями народа. 13 июня 1795 года произведён в полковники штаба, и назначен начальником штаба дивизии Нижнего Рейна генерала Бурсье в составе Рейнской армии (затем Рейнско-Мозельской), с апреля 1800 года служил при штабе генерала Сен-Сира, с ноября 1800 года — при штабе генерала Нея. 23 сентября 1801 года попросил назначить его начальником штаба 6-го военного округа в Безансоне, прошение было удовлетворено.
31 марта 1805 года зачислен в состав гренадерской дивизии генерала Удино в Аррасе, 23 сентября стал начальником штаба этой дивизии. Принял участие в Австрийской кампании 1805 года, отличился в сражениях при Холлабрунне и Аустерлице. После воссоздания дивизии в ноябре 1806 года вновь стал её начальниокм штаба. 21 февраля 1807 года повышен до бригадного генерала, 23 марта 1807 года стал командиром 3-й бригады гренадерской дивизии Удино. Участвовал в осаде Данцига. После капитуляции Данцига был назначен комендантом Ной-Фхафвальзера, а затем конвоировал прусский гарнизон в Пилау. В январе 1808 года вернулся во Францию для восстановления здоровья, после чего 14 октября вернулся к должности командира бригады.
1 января 1809 года — командир 4-й бригады той-же дивизии. С 30 марта 1809 года командовал 3-й бригадой 1-й гренадерской дивизии 2-го корпуса Армии Германии, принимал участие в Австрийской кампании 1809 года, отличился в сражениях при Эсслинге и Ваграме.
В феврале 1810 года направлен в Испанию, 30 августа 1810 года возглавил бригаду в составе 9-го армейского корпуса генерала Друэ д’Эрлона, исполнял обязанности коменданта Бильбао. 28 января 1811 года возвратился в Париж и 26 марта 1811 года занял пост коменданта острова Ре.
24 августа 1812 года возглавил 2-ю бригаду 4-й дивизии резерва в 11-м корпусе Великой Армии, принимал участие в Русской кампании, 1 октября 1812 года — командир 3-й бригады 32-й пехотной дивизии того же корпуса, 11 ноября 1812 года переведён вместе с дивизией в 7-й армейский корпус.
Участвовал в Саксонской кампании, 15 августа 1813 года — командир 2-й бригады 32-й пехотной дивизии генерала Дюрютта 7-го армейского корпуса генерала Ренье, 21 октября 1813 года ранен под Фрайбургом, 25 декабря 1813 года назначен комендантом Юлиха. 8 января 1814 года — командир бригады 1-й пехотной дивизии генерала Дюфура Парижского резерва, 17 января 1814 года — командир бригады 2-й пехотной дивизии 2-го армейского корпуса, 14 февраля 1814 года возглавил 2-ю пехотную дивизию.
При первой реставрации Бурбонов назначен 18 июня 1814 года комендантом департамента Юра. В период «Ста дней» присягнул Императору, и остался в той же должности, за что после второй реставрации был освобождён 28 июля 1815 года от службы и вызван в Париж для объяснений и дачи показаний по делу Нея. С 1 сентября по 31 декабря 1815 года выполнял функции коменданта Лон-ле-Сонье. 1 января 1819 года зачислен в резерв Генерального штаба.

## Воинские звания
- Младший лейтенант (18 сентября 1791 года);
- Лейтенант (1 июля 1792 года);
- Капитан (1 марта 1793 года);
- Командир батальона (1 апреля 1793 года);
- Полковник штаба (13 июня 1795 года);
- Бригадный генерал (21 февраля 1807 года).

## Титулы
- Барон Жарри и Империи (фр. baron de Jarry et de l'Empire; декрет от 15 августа 1809 года, патент подтверждён 23 мая 1810 года)[1].

## Награды
Легионер ордена Почётного легиона (11 декабря 1803 года)
 Офицер ордена Почётного легиона (14 июня 1804 года)
 Коммандан ордена Почётного легиона (25 декабря 1805 года)
 Кавалер ордена Железной короны (10 июля 1809 года)
 Кавалер военного ордена Святого Людовика (5 октября 1814 год)